# Vladimir (futebolista)
Vladimir Orlando Cardoso de Araújo Filho (Ipiaú, 16 de julho de 1989) é um futebolista brasileiro que atua como goleiro. Atualmente joga no Atlético Goianiense.

## Carreira

### Santos
Vladimir chegou às categorias de base do Santos em 2007, vindo de Ipiaú, município do interior da Bahia. O goleiro chegou a ser alçado aos profissionais no ano de 2009, mas não estreou pelo Peixe.

#### Empréstimo ao Fortaleza
Como estava sem espaço no clube paulista, foi emprestado ao Fortaleza em setembro de 2009, chegando para a disputa do Campeonato Brasileiro da Série B, mas não disputou qualquer jogo pelo clube.

#### Retorno ao Santos
Mesmo retornando ao Santos no fim de seu contrato com o clube cearense em 2009, o arqueiro não teve chances no time paulista. Em 2010, era reserva imediato do goleiro Felipe, e quando o treinador Dorival Júnior afastou-o do time titular, seria Vladimir que ocuparia o cargo, porém uma gripe impediu o goleiro, e assim Rafael ficou com a titularidade.
No Campeonato Paulista de 2011, o Santos enfrentou a Ponte Preta e o titular Rafael foi expulso no decorrer da partida, dando assim a entrada de Vladimir por dois jogos. Ainda nesse ano, Vladimir atuou como titular na última rodada do Campeonato Brasileiro, mas não conseguiu impedir a goleada por 4 a 1 para o rival São Paulo.
Com a lesão de Vanderlei, Vladimir tornou titular do gol santista nas últimas rodadas do Campeonato Paulista de 2015, sendo peça fundamental no duelo decisivo diante do Palmeiras, no qual o Santos sagrou-se campeão no Estádio Urbano Caldeira após vencer a disputa de pênaltis por 4 a 2, tendo Vladimir defendido um dos pênaltis.
Com a conquista do Campeonato Paulista de 2016, Vladimir tornou-se o maior campeão do Santos pós-"Era Pelé", ao lado do lateral-esquerdo Leo, com oito títulos. Conquistaram juntos Copa do Brasil de 2010, Libertadores de 2011, Recopa Sul-Americana de 2012, Campeonato Paulista de 2010, Campeonato Paulista de 2011 e Campeonato Paulista de 2012. Além desses seis títulos, Leo possui o Campeonato Brasileiro de 2002 e Campeonato Brasileiro de 2004, enquanto Vladimir conquistou o Campeonato Paulista de 2015 e Campeonato Paulista de 2016.

#### Avaí
Em janeiro de 2019, o goleiro assinou seu contrato de empréstimo com o Avaí. O contrato era válido até o fim do ano e o clube catarinense pagava 30% do salário. Neste ano, Vladimir sagrou-se campeão do Campeonato Catarinense de 2019.

#### Saída do Santos
Em junho de 2021, o Santos rescindiu o contrato do goleiro Vladmir em comum acordo entre os representante do jogador e executivos do Departamento de Futebol do clube, após reunião realizada no CT Rei Pelé e referendada pelo Comitê Gestor no período da noite. O vínculo dele com o Peixe iria até 31 de dezembro de 2021.

### Retorno ao Avaí
Em julho de 2021, Vladimir acertou seu retorno ao Avaí. Em 2022, o Leão da Ilha foi rebaixado do Campeonato Brasileiro da Série A para a Série B. Durante o ano, o goleiro foi titular 22 vezes na competição, sendo oito delas como capitão da equipe. No fim do ano, não houve um acordo para a renovação de seu contrato.

### Segundo retorno ao Santos
No dia 28 de dezembro de 2022, de "surpresa", o Santos anunciou um contrato até dezembro de 2025 com Vladimir. Ele acabou fazendo parte do elenco que rebaixou o Santos pela primeira vez para o Campeonato Brasileiro da Série B em 2023, sendo considerado um dos principais rostos do fracasso histórico do time, principalmente após ser o goleiro titular na goleada de 7 a 1 sofrida pelo Santos para o Internacional no Estádio Beira-Rio na 28ª rodada da Série A.

#### Empréstimo ao Guarani
Com a sua permanência no Santos tendo se tornado insustentável, Vladimir foi emprestado em janeiro de 2024 ao Guarani por uma temporada, com a opção da extensão do vínculo por mais um ano e o clube campinense arcando com a maior parte do salário do goleiro. No mesmo ano, o jogador foi parte do elenco que rebaixou o Bugre do Campeonato Brasileiro da Série B para a Série C como lanterna da competição, marcando o terceiro rebaixamento nacional consecutivo de Vladimir.
Retornou ao Santos no ano seguinte e teve seu contrato reincidido em fevereiro.

### Atlético Goianiense
Em fevereiro de 2025, acertou com o Atlético Goianiense.

## Títulos
Santos
- Campeonato Paulista: 2010,[24] 2011, 2012, 2015 e 2016
- Copa do Brasil: 2010[25]
- Copa Libertadores da América: 2011[26]
- Recopa Sul-Americana: 2012

Avaí
- Campeonato Catarinense: 2019